# Fredrik Lindgren
Fredrik „Freddie” Lindgren, właśc. Jan Fredrik Tobias Lindgren (ur. 15 września 1985 w Örebro) – szwedzki żużlowiec. Drużynowy mistrz Świata 2015. Srebrny (2023) oraz trzykrotny brązowy medalista Grand Prix (2018, 2020,2024). Pięciokrotny indywidualny mistrz Szwecji (2018, 2021, 2023, 2024 i 2025). Brat Ludviga Lindgrena – również żużlowca.

## Kariera
Pierwszym klubem Lindgrena była Indianerna Kumla, dla której jeździł w latach 2000–2003. Od 2004 startuje również w lidze polskiej. Jego pierwszym klubem był GKM Grudziądz. W 2006 r. dołączył do Falubazu Zielona Góra. W sezonie 2006 w I lidze polskiej uzyskał średnią biegową równą 2,26, dzięki czemu walnie przyczynił się do awansu klubu do Ekstraligi. W 2007 razem z Dackarną Målilla wygrał szwedzką Elitserien, tym samym pierwszy raz w karierze został drużynowym mistrzem Szwecji. Został uhonorowany stałą dziką kartą na starty w GP na sezon 2008. Został także uhonorowany dziką kartą na starty w cyklu GP 2009. W 2009 roku razem z Wolverhampton Wolves wygrał Elite League. 
Na początku sezonu 2009, po turnieju o Grand Prix Czech, przez dwa tygodnie był liderem klasyfikacji przejściowej cyklu Grand Prix. Stało się tak, gdyż pomimo zajęcia w inaugurujących sezon zawodach drugiego miejsca, zdobył więcej punktów (19) niż ich zwycięzca – Emil Sajfutdinow (17). Prowadzenie w cyklu utracił jednak już po następnych zawodach (o Wielką Nagrodę Europy), gdzie zdobył zaledwie dwa punkty i spadł w przejściowej klasyfikacji na siódme miejsce.
W roku 2010 zdobył indywidualne wicemistrzostwo Szwecji a także srebrny medal Drużynowych Mistrzostw Polski z drużyną z Zielonej Góry. Po sezonie 2010 odszedł z Falubazu Zielona Góra. Przez cały okres startów dla tej drużyny wywalczył 3 medale DMP (2009-złoty, 2010-srebrny i 2008-brązowy). W 2011 jeździł dla Unii Tarnów, a w 2012 dla Sparty Wrocław. 26 maja 2012 roku odniósł swoje pierwsze zwycięstwo w pojedynczej rundzie Grand Prix triumfując w Grand Prix Szwecji w Göteborgu.
W 2013 był zawodnikiem Unii Leszno. Jego średnia biegowa w Ekstralidze wyniosła 1,773. Podobnie jak w dwóch poprzednich latach zmienił klub po jednym sezonie startów i w 2014 jeździł dla Wybrzeża Gdańsk, z którym spadł z ligi.
W 2015 roku z reprezentacją Szwecji zdobył drużynowe mistrzostwo świata, mając duży wkład w końcowy triumf szwedzkiej drużyny. W latach 2015–2016 jeździł dla SK Lokomotīve Dyneburg, z którym dwukrotnie wygrał polską I ligę. Drużyna nie wywalczyła jednak awansu do Ekstraligi z uwagi na przepisy, które dopuszczają zagraniczne drużyny jedynie do startów w niższych klasach rozgrywkowych w Polsce. Z powodu braku awansu do najwyższej ligi zdecydował się opuścić klub i przeszedł do ROWu Rybnik. Ponadto w sezonie 2016 ponownie startował w cyklu Grand Prix zastępując Jarosława Hampela.
Sezon 2017 był jednym z lepszych w jego karierze. Szwed wygrał Grand Prix Polski i przez długi czas utrzymywał się w czołówce cyklu. Szansy na medal pozbawiła go kontuzja, w wyniku której nie mógł wystartować w dwóch ostatnich turniejach. Liczba jego punktów wystarczyła jednak by utrzymać się w cyklu na rok 2018. Ponadto zdobył srebrny medal Drużynowych Mistrzostw Świata, a także wicemistrzostwo Szwecji. W tym samym roku dołączył do tzw. „Klubu 100”, do którego przynależą zawodnicy, którzy w swojej historii startów odjechali 100 i więcej turniejów Grand Prix. W sezonie 2017 w polskiej PGE Ekstralidze wystartował w 13 meczach, w których zdobył 128 punktów i 6 bonusów. Jego średnia biegowa wyniosła 1,887 punktu na bieg. 
W 2018 roku reprezentował barwy dwóch drużyn, polskiego Włókniarza Częstochowa i szwedzkiej Eskilstuny Smederny. Sezon na polskich torach rozpoczął bardzo dobrze, już w pierwszym meczu w barwach Włókniarza zdobywając duży komplet punktów. Wysoką formę utrzymywał przez większą część sezonu, kończąc go ze średnią biegową 2,146 - najwyższą w dotychczasowej karierze. Dobre występy w polskiej lidze miały przełożenie na starty w cyklu Grand Prix, gdzie zdobył swój pierwszy w karierze brązowy medal. Był to jednocześnie pierwszy medal IMŚ szwedzkiego zawodnika od 7 lat. Równie dobrze spisywał się w Szwecji, gdzie z Eskilstuną wygrał rozgrywki ligowe osiągając średnią biegową 2,379.
Sezon 2019 był drugim, w którym Lindgren znalazł się w ścisłej czołówce GP - cykl ukończył na czwartym miejscu. Obronił również drużynowe mistrzostwo Szwecji z Eskilstuną. 17 sierpnia 2019 w zwycięskiej dla siebie rundzie Grand Prix w Målilli wziął udział w tragicznym wypadku. W szóstym biegu jadący na drugiej pozycji Patryk Dudek upadł po zahaczeniu motocyklem o bandę. O koło motocykla Polaka przewrócił się również Max Fricke. Jadący za Dudkiem Lindgren, aby nie wpaść z całym impetem na leżącego Polaka, mając jednocześnie ułamki sekundy na podjęcie decyzji, podniósł przednie koło, tylnym zahaczając o jego motocykl, przez co sam upadł i odniósł obrażenia. Uratował jednak Patryka Dudka przed tragedią.
W sezonie 2020 zrezygnował ze startów w lidze szwedzkiej, tym samym startując tylko w lidze polskiej z Włókniarzem Częstochowa. Podobnie jak dwa lata wcześniej, Szwed zanotował bardzo dobry start sezonu zarówno w lidze, jak i w Grand Prix, gdzie po 4 z 8 rund prowadził z dosyć wyraźną, jak na tę fazę sezonu siedmiopunktową przewagą nad drugim Bartoszem Zmarzlikiem. Słabsza druga połowa sezonu sprawiła, że w Grand Prix ostatecznie wywalczył brąz, przegrywając dodatkowy wyścig o 2. miejsce z Taiem Woffindenem. Sezon w lidze polskiej Włókniarz skończył na 5. miejscu, a Lindgren osiągnął średnią biegową 1,892, co czyniło go 15. najskuteczniejszym zawodnikiem ligi.
W sezonie 2021 powrócił do startów w lidze szwedzkiej - podpisał kontrakt z drużyną Västervik Speedway. Zaszedł z nią do półfinału rozgrywek, przegrywając w nim z późniejszym mistrzem - Dackarną Målillą. Cykl Grand Prix drugi raz w karierze zakończył na czwartym miejscu, mimo że aż do ósmej z jedenastu rund utrzymywał się w strefie medalowej. O wiele słabszy niż poprzednie sezon zaliczył natomiast w lidze polskiej, który zakończył z dopiero 28. średnią biegową wynoszącą 1,652. W jego słabszej niż pierwotnie zakładano jeździe zaczęto dopatrywać się jednej z przyczyn braku awansu Włókniarza do fazy play-off. W listopadzie 2022 został przedstawiony jako zawodnik Motoru Lublin na sezon 2023.

## Starty w Grand Prix (Indywidualnych Mistrzostwach Świata na Żużlu)
Stan na 1 października 2024.

### Zwycięstwa w poszczególnych zawodachGrand Prix
| Nr | Dzień       | Rok  | Nazwa                  | Miejscowość | Tor                             | Długość toru |
| -- | ----------- | ---- | ---------------------- | ----------- | ------------------------------- | ------------ |
| 1. | 26 maja     | 2012 | Grand Prix Szwecji     | Göteborg    | Ullevi (sztuczny tor)           | 404m         |
| 2. | 13 maja     | 2017 | Grand Prix Polski      | Warszawa    | Stadion Narodowy (sztuczny tor) | 272m         |
| 3. | 26 maja     | 2018 | Grand Prix Czech       | Praga       | Stadion Markéta                 | 353m         |
| 4. | 17 sierpnia | 2019 | Grand Prix Skandynawii | Målilla     | G&B Stadium                     | 305m         |
| 5. | 12 września | 2020 | Grand Prix Polski      | Gorzów      | Stadion im. Edwarda Jancarza    | 329m         |
| 6. | 13 maja     | 2023 | Grand Prix Polski      | Warszawa    | Stadion Narodowy (sztuczny tor) | 272m         |
| 7. | 29 czerwca  | 2024 | Grand Prix Polski      | Gorzów      | Stadion im. Edwarda Jancarza    | 329m         |

### Miejsca na podium
| Nr  | Dzień       | Rok  | Nazwa                        | Miejscowość         | Tor                               | Miejsce | Punkty | Biegi           | Zwycięzca        |
| --- | ----------- | ---- | ---------------------------- | ------------------- | --------------------------------- | ------- | ------ | --------------- | ---------------- |
| 1.  | 26 maja     | 2007 | Grand Prix Szwecji           | Eskilstuna          | Smedstadium                       | 3.      | 14     | (2,2,2,3,1,2,2) | Leigh Adams      |
| 2.  | 8 maja      | 2008 | Grand Prix Szwecji           | Göteborg            | Ullevi (sztuczny tor)             | 2.      | 22     | (3,3,3,3,3,3,4) | Rune Holta       |
| 3.  | 22 maja     | 2009 | Grand Prix Czech             | Praga               | Stadion Markéta                   | 2.      | 19     | (3,2,3,2,3,2,4) | Emil Sajfutdinow |
| 4.  | 27 czerwca  | 2009 | Grand Prix Wielkiej Brytanii | Cardiff             | Millennium Stadium (sztuczny tor) | 2.      | 16     | (1,3,3,2,1,2,4) | Jason Crump      |
| 5.  | 10 września | 2011 | Grand Prix Nordyckie         | Vojens              | Speedway Center                   | 3.      | 13     | (2,2,0,3,2,2,2) | Greg Hancock     |
| 6.  | 24 września | 2011 | Grand Prix Chorwacji         | Goričan             | Stadion Millenium                 | 3.      | 12     | (2,1,3,2,0,2,2) | Andreas Jonsson  |
| 7.  | 26 maja     | 2012 | Grand Prix Szwecji           | Göteborg            | Ullevi (sztuczny tor)             | 1.      | 15     | (1,1,3,0,2,2,6) | —                |
| 8.  | 9 czerwca   | 2012 | Grand Prix Danii             | Kopenhaga           | Parken (sztuczny tor)             | 2.      | 15     | (2,1,1,3,2,2,4) | Jason Crump      |
| 9.  | 17 maja     | 2014 | Grand Prix Finlandii         | Tampere             | Ratinan Stadion (sztuczny tor)    | 3.      | 12     | (2,2,u,3,2,2,1) | Matej Žagar      |
| 10. | 24 września | 2016 | Grand Prix Sztokholmu        | Solna               | Friends Arena (sztuczny tor)      | 3.      | 14     | (3,2,2,2,2,2,1) | Jason Doyle      |
| 11. | 29 kwietnia | 2017 | Grand Prix Słowenii          | Krško               | Stadion Matije Gubca              | 2.      | 16     | (2,2,2,2,3,3,2) | Martin Vaculík   |
| 12. | 13 maja     | 2017 | Grand Prix Polski            | Warszawa            | Stadion Narodowy (sztuczny tor)   | 1.      | 16     | (3,2,3,1,1,3,3) | —                |
| 13. | 12 sierpnia | 2017 | Grand Prix Szwecji           | Målilla             | G&B Stadium                       | 3.      | 18     | (2,3,3,3,3,3,1) | Bartosz Zmarzlik |
| 14. | 12 maja     | 2018 | Grand Prix Polski            | Warszawa            | Stadion Narodowy (sztuczny tor)   | 3.      | 16     | (2,3,3,1,3,3,1) | Tai Woffinden    |
| 15. | 26 maja     | 2018 | Grand Prix Czech             | Praga               | Stadion Markéta                   | 1.      | 16     | (2,2,1,2,3,3,3) | —                |
| 16. | 7 lipca     | 2018 | Grand Prix Szwecji           | Hallstavik          | HZ Bygg Arena                     | 2.      | 15     | (3,1,2,3,2,2,2) | Maciej Janowski  |
| 17. | 11 sierpnia | 2018 | Grand Prix Skandynawii       | Målilla             | G&B Stadium                       | 3.      | 13     | (2,2,1,2,2,3,1) | Nicki Pedersen   |
| 18. | 18 maja     | 2019 | Grand Prix Polski            | Warszawa            | Stadion Narodowy (sztuczny tor)   | 2.      | 15     | (1,3,1,3,2,3,2) | Leon Madsen      |
| 19. | 17 sierpnia | 2019 | Grand Prix Skandynawii       | Målilla             | G&B Stadium                       | 1.      | 16     | (2,2,3,1,2,3,3) | —                |
| 20. | 7 września  | 2019 | Grand Prix Danii             | Vojens              | Vojens Speedway Center            | 3.      | 15     | (3,2,3,2,2,2,1) | Bartosz Zmarzlik |
| 21. | 28 sierpnia | 2020 | Grand Prix Polski            | Wrocław             | Stadion Olimpijski                | 3.      | 16     | (1,1,3,2,w,2,1) | Artiom Łaguta    |
| 22. | 11 września | 2020 | Grand Prix Polski            | Gorzów              | Stadion im. Edwarda Jancarza      | 3.      | 16     | (2,3,3,2,1,2,1) | Bartosz Zmarzlik |
| 23. | 12 września | 2020 | Grand Prix Polski            | Gorzów              | Stadion im. Edwarda Jancarza      | 1.      | 20     | (2,3,3,2,2,2,3) | —                |
| 24. | 18 lipca    | 2021 | Grand Prix Czech             | Praga               | Stadion Markéta                   | 3.      | 16     | (2,0,2,2,2,2,1) | Artiom Łaguta    |
| 25. | 6 sierpnia  | 2021 | Grand Prix Polski            | Lublin              | Stadion MOSiR Bystrzyca           | 3.      | 16     | (2,3,3,0,3,2,1) | Bartosz Zmarzlik |
| 26. | 14 sierpnia | 2021 | Grand Prix Szwecji           | Målilla             | G&B Stadium                       | 3.      | 16     | (3,3,2,3,2,2,1) | Bartosz Zmarzlik |
| 27. | 14 maja     | 2022 | Grand Prix Polski            | Warszawa            | Stadion Narodowy (sztuczny tor)   | 3.      | 16     | (2,0,3,3,u,2,1) | Max Fricke       |
| 28. | 4 czerwca   | 2022 | Grand Prix Niemiec           | Teterow             | Bergring Arena                    | 3.      | 16     | (3,1,2,3,2,3,1) | Patryk Dudek     |
| 29. | 17 września | 2022 | Grand Prix Szwecji           | Målilla             | G&B Stadium                       | 2.      | 18     | (1,2,3,2,1,2,2) | Bartosz Zmarzlik |
| 30. | 29 kwietnia | 2023 | Grand Prix Chorwacji         | Goričan             | Stadion Milenium                  | 3.      | 11     | (0,1,2,2,3,2,1) | Bartosz Zmarzlik |
| 31. | 13 maja     | 2023 | Grand Prix Polski            | Warszawa            | PGE Narodowy                      | 1.      | 14     | (2,2,0,3,2,2,3) | –                |
| 32. | 24 czerwca  | 2023 | Grand Prix Polski            | Gorzów Wielkopolski | Stadion im. Edwarda Jancarza      | 3.      | 14     | (2,3,2,3,0,3,1) | Bartosz Zmarzlik |
| 33. | 12 sierpnia | 2023 | Grand Prix Łotwy             | Ryga                | Biķernieku spīdveja stadions      | 2.      | 16     | (2,3,2,2,3,2,2) | Bartosz Zmarzlik |
| 34. | 16 września | 2023 | Grand Prix Danii             | Vojens              | Vojens Speedway Center            | 2.      | 16     | (2,2,1,3,3,3,2) | Leon Madsen      |
| 35. | 30 września | 2023 | Grand Prix Polski            | Toruń               | Motoarena                         | 2.      | 15     | (2,2,1,3,2,3,2) | Bartosz Zmarzlik |
| 36. | 27 kwietnia | 2024 | Grand Prix Chorwacji         | Gorican             | Stadion Milenium                  | 3.      | 11     | (2,2,2,1,1,2,1) | Jack Holder      |
| 37. | 1 czerwca   | 2024 | Grand Prix Czech             | Praga               | Stadion Markéta                   | 2.      | 14     | (0,2,2,3,3,2,2) | Martin Vaculík   |
| 38. | 29 czerwca  | 2024 | Grand Prix Polski            | Gorzów Wielkopolski | Stadion im. Edwarda Jancarza      | 1.      | 17     | (2,2,3,3,2,2,3) | –                |
| 39. | 17 sierpnia | 2024 | Grand Prix Wielkiej Brytanii | Cardiff             | Millennium Stadium (sztuczny tor) | 3.      | 13     | (2,3,2,0,3,2,1) | Daniel Bewley    |
| 40. | 31 sierpnia | 2024 | Grand Prix Polski            | Wrocław             | Stadion Olimpijski                | 2.      | 15     | (3,2,1,2,2,3,2) | Martin Vaculík   |
| 41. | 7 września  | 2024 | Grand Prix Łotwy             | Ryga                | Biķernieku spīdveja stadions      | 2.      | 14     | (2,3,3,1,0,3,2) | Bartosz Zmarzlik |
| 42. | 31 maja     | 2025 | Grand Prix Czech             | Praga               | Stadion Markéta                   | 2.      | 13     | (2,3,3,1,2,2)   | Bartosz Zmarzlik |
| 43. | 14 czerwca  | 2025 | Grand Prix Wielkiej Brytanii | Manchester          | National Speedway Stadium         | 3.      | 11+3   | (2,2,2,3,1,1)+3 | Bartosz Zmarzlik |
| 44. | 2 sierpnia  | 2025 | Grand Prix Łotwy             | Ryga                | Biķernieku spīdveja stadions      | 2.      | 12+3   | (1,w,3,3,3,2)+3 | Brady Kurtz      |

### Punkty w poszczególnych zawodachGrand Prix
| Sezon 2004                   |                       |                                 |                                 |                                 |                                 |                                 |                                 |                                 |                          |                                 |                          |                   |         |         |         |         |         |         |         |         |         |        |        |        |        |        |        |        |        |        |        |        |        |        |        |
| GP Szwecji – Sztokholm       | GP Czech – Praga      | GP Europy – Wrocław             | GP Wielkiej Brytanii – Cardiff  | GP Danii – Kopenhaga            | GP Skandynawii – Göteborg       | GP Słowenii – Krško             | GP Polski – Bydgoszcz           | GP Norwegii – Hamar             | miejsce                  | miejsce                         | miejsce                  | miejsce           | miejsce | miejsce | miejsce | miejsce | miejsce | miejsce | miejsce | miejsce | miejsce | punkty | punkty | punkty | punkty | punkty | punkty | punkty | punkty | punkty | punkty | punkty | punkty | punkty |        |
| 4                            | –                     | –                               | –                               | –                               | –                               | –                               | –                               | –                               | 30                       | 30                              | 30                       | 30                | 30      | 30      | 30      | 30      | 30      | 30      | 30      | 30      | 30      | 4      | 4      | 4      | 4      | 4      | 4      | 4      | 4      | 4      | 4      | 4      | 4      | 4      |        |
| Sezon 2006                   |                       |                                 |                                 |                                 |                                 |                                 |                                 |                                 |                          |                                 |                          |                   |         |         |         |         |         |         |         |         |         |        |        |        |        |        |        |        |        |        |        |        |        |        |        |
| GP Słowenii – Krško          | GP Europy – Wrocław   | GP Szwecji – Eskilstuna         | GP Wielkiej Brytanii – Cardiff  | GP Danii – Kopenhaga            | GP Włoch – Lonigo               | GP Skandynawii – Målilla        | GP Czech – Praga                | GP Łotwy – Dyneburg             | GP Polski – Bydgoszcz    | miejsce                         | miejsce                  | miejsce           | miejsce | miejsce | miejsce | miejsce | miejsce | miejsce | miejsce | miejsce | miejsce | punkty | punkty | punkty | punkty | punkty | punkty | punkty | punkty | punkty | punkty | punkty | punkty |        |        |
| –                            | –                     | 7                               | –                               | –                               | –                               | –                               | –                               | –                               | –                        | 19                              | 19                       | 19                | 19      | 19      | 19      | 19      | 19      | 19      | 19      | 19      | 19      | 7      | 7      | 7      | 7      | 7      | 7      | 7      | 7      | 7      | 7      | 7      | 7      |        |        |
| Sezon 2007                   |                       |                                 |                                 |                                 |                                 |                                 |                                 |                                 |                          |                                 |                          |                   |         |         |         |         |         |         |         |         |         |        |        |        |        |        |        |        |        |        |        |        |        |        |        |
| GP Włoch – Lonigo            | GP Europy – Wrocław   | GP Szwecji – Eskilstuna         | GP Danii – Kopenhaga            | GP Wielkiej Brytanii – Cardiff  | GP Czech – Praga                | GP Skandynawii – Målilla        | GP Łotwy – Dyneburg             | GP Polski – Bydgoszcz           | GP Słowenii – Krško      | GP Niemiec – Gelsenkirchen      | miejsce                  | miejsce           | miejsce | miejsce | miejsce | miejsce | miejsce | miejsce | miejsce | miejsce | miejsce | punkty | punkty | punkty | punkty | punkty | punkty | punkty | punkty | punkty | punkty | punkty |        |        |        |
| –                            | –                     | 14                              | –                               | –                               | –                               | 7                               | –                               | –                               | –                        | –                               | 16                       | 16                | 16      | 16      | 16      | 16      | 16      | 16      | 16      | 16      | 16      | 21     | 21     | 21     | 21     | 21     | 21     | 21     | 21     | 21     | 21     | 21     |        |        |        |
| Sezon 2008                   |                       |                                 |                                 |                                 |                                 |                                 |                                 |                                 |                          |                                 |                          |                   |         |         |         |         |         |         |         |         |         |        |        |        |        |        |        |        |        |        |        |        |        |        |        |
| GP Słowenii – Krško          | GP Europy – Leszno    | GP Szwecji – Göteborg           | GP Danii – Kopenhaga            | GP Wielkiej Brytanii – Cardiff  | GP Czech – Praga                | GP Skandynawii – Målilla        | GP Łotwy – Dyneburg             | GP Polski – Bydgoszcz           | GP Włoch – Lonigo        | GP Finał – Bydgoszcz            | miejsce                  | miejsce           | miejsce | miejsce | miejsce | miejsce | miejsce | miejsce | miejsce | miejsce | miejsce | punkty | punkty | punkty | punkty | punkty | punkty | punkty | punkty | punkty | punkty | punkty |        |        |        |
| 7                            | 7                     | 22                              | 3                               | 2                               | 4                               | 7                               | 7                               | 0                               | 5                        | 9                               | 10                       | 10                | 10      | 10      | 10      | 10      | 10      | 10      | 10      | 10      | 10      | 73     | 73     | 73     | 73     | 73     | 73     | 73     | 73     | 73     | 73     | 73     |        |        |        |
| Sezon 2009                   |                       |                                 |                                 |                                 |                                 |                                 |                                 |                                 |                          |                                 |                          |                   |         |         |         |         |         |         |         |         |         |        |        |        |        |        |        |        |        |        |        |        |        |        |        |
| GP Czech – Praga             | GP Europy – Leszno    | GP Szwecji – Göteborg           | GP Danii – Kopenhaga            | GP Wielkiej Brytanii – Cardiff  | GP Łotwy – Dyneburg             | GP Skandynawii – Målilla        | GP Nordyckie – Vojens           | GP Słowenii – Krško             | GP Włoch – Terenzano     | GP Polski – Bydgoszcz           | miejsce                  | miejsce           | miejsce | miejsce | miejsce | miejsce | miejsce | miejsce | miejsce | miejsce | miejsce | punkty | punkty | punkty | punkty | punkty | punkty | punkty | punkty | punkty | punkty | punkty |        |        |        |
| 19                           | 2                     | 9                               | 3                               | 16                              | 6                               | 9                               | 12                              | 6                               | 6                        | 6                               | 9                        | 9                 | 9       | 9       | 9       | 9       | 9       | 9       | 9       | 9       | 9       | 94     | 94     | 94     | 94     | 94     | 94     | 94     | 94     | 94     | 94     | 94     |        |        |        |
| Sezon 2010                   |                       |                                 |                                 |                                 |                                 |                                 |                                 |                                 |                          |                                 |                          |                   |         |         |         |         |         |         |         |         |         |        |        |        |        |        |        |        |        |        |        |        |        |        |        |
| GP Europy – Leszno           | GP Szwecji – Göteborg | GP Czech – Praga                | GP Danii – Kopenhaga            | GP Polski – Toruń               | GP Wielkiej Brytanii – Cardiff  | GP Skandynawii – Målilla        | GP Chorwacji – Gorican          | GP Nordyckie – Vojens           | GP Włoch – Terenzano     | GP Polski – Bydgoszcz           | miejsce                  | miejsce           | miejsce | miejsce | miejsce | miejsce | miejsce | miejsce | miejsce | miejsce | miejsce | punkty | punkty | punkty | punkty | punkty | punkty | punkty | punkty | punkty | punkty | punkty |        |        |        |
| 8                            | 4                     | 7                               | 8                               | 6                               | 10                              | 11                              | 11                              | 5                               | 6                        | 11                              | 11                       | 11                | 11      | 11      | 11      | 11      | 11      | 11      | 11      | 11      | 11      | 87     | 87     | 87     | 87     | 87     | 87     | 87     | 87     | 87     | 87     | 87     |        |        |        |
| Sezon 2011                   |                       |                                 |                                 |                                 |                                 |                                 |                                 |                                 |                          |                                 |                          |                   |         |         |         |         |         |         |         |         |         |        |        |        |        |        |        |        |        |        |        |        |        |        |        |
| GP Europy – Leszno           | GP Szwecji – Göteborg | GP Czech – Praga                | GP Danii – Kopenhaga            | GP Wielkiej Brytanii – Cardiff  | GP Włoch – Terenzano            | GP Skandynawii – Målilla        | GP Polski – Toruń               | GP Nordyckie – Vojens           | GP Chorwacji – Gorican   | GP Polski – Gorzów Wielkopolski | miejsce                  | miejsce           | miejsce | miejsce | miejsce | miejsce | miejsce | miejsce | miejsce | miejsce | miejsce | punkty | punkty | punkty | punkty | punkty | punkty | punkty | punkty | punkty | punkty | punkty |        |        |        |
| 11                           | 6                     | 9                               | 9                               | 5                               | 7                               | 8                               | 5                               | 13                              | 12                       | 5                               | 9                        | 9                 | 9       | 9       | 9       | 9       | 9       | 9       | 9       | 9       | 9       | 90     | 90     | 90     | 90     | 90     | 90     | 90     | 90     | 90     | 90     | 90     |        |        |        |
| Sezon 2012                   |                       |                                 |                                 |                                 |                                 |                                 |                                 |                                 |                          |                                 |                          |                   |         |         |         |         |         |         |         |         |         |        |        |        |        |        |        |        |        |        |        |        |        |        |        |
| GP Nowej Zelandii – Auckland | GP Europy – Leszno    | GP Czech – Praga                | GP Szwecji – Göteborg           | GP Danii – Kopenhaga            | GP Polski – Gorzów Wielkopolski | GP Chorwacji – Gorican          | GP Włoch – Terenzano            | GP Wielkiej Brytanii – Cardiff  | GP Skandynawii – Målilla | GP Nordyckie – Vojens           | GP Polski – Toruń        | miejsce           | miejsce | miejsce | miejsce | miejsce | miejsce | miejsce | miejsce | miejsce | miejsce | punkty | punkty | punkty | punkty | punkty | punkty | punkty | punkty | punkty | punkty |        |        |        |        |
| 8                            | 8                     | 6                               | 15                              | 15                              | 11                              | 9                               | 5                               | 12                              | 11                       | 11                              | 8                        | 8                 | 8       | 8       | 8       | 8       | 8       | 8       | 8       | 8       | 8       | 119    | 119    | 119    | 119    | 119    | 119    | 119    | 119    | 119    | 119    |        |        |        |        |
| Sezon 2013                   |                       |                                 |                                 |                                 |                                 |                                 |                                 |                                 |                          |                                 |                          |                   |         |         |         |         |         |         |         |         |         |        |        |        |        |        |        |        |        |        |        |        |        |        |        |
| GP Nowej Zelandii – Auckland | GP Europy – Bydgoszcz | GP Szwecji – Göteborg           | GP Czech – Praga                | GP Wielkiej Brytanii – Cardiff  | GP Polski – Gorzów Wielkopolski | GP Danii – Kopenhaga            | GP Włoch – Terenzano            | GP Łotwy – Dyneburg             | GP Słowenii – Krško      | GP Skandynawii – Solna          | GP Polski – Toruń        | miejsce           | miejsce | miejsce | miejsce | miejsce | miejsce | miejsce | miejsce | miejsce | miejsce | punkty | punkty | punkty | punkty | punkty | punkty | punkty | punkty | punkty | punkty |        |        |        |        |
| 8                            | 4                     | 5                               | 11                              | 12                              | 7                               | 8                               | 6                               | 4                               | 8                        | 8                               | 2                        | 11                | 11      | 11      | 11      | 11      | 11      | 11      | 11      | 11      | 11      | 83     | 83     | 83     | 83     | 83     | 83     | 83     | 83     | 83     | 83     |        |        |        |        |
| Sezon 2014                   |                       |                                 |                                 |                                 |                                 |                                 |                                 |                                 |                          |                                 |                          |                   |         |         |         |         |         |         |         |         |         |        |        |        |        |        |        |        |        |        |        |        |        |        |        |
| GP Nowej Zelandii – Auckland | GP Europy – Bydgoszcz | GP Finlandii – Tampere          | GP Czech – Praga                | GP Szwecji – Målilla            | GP Danii – Kopenhaga            | GP Wielkiej Brytanii – Cardiff  | GP Łotwy – Dyneburg             | GP Polski – Gorzów Wielkopolski | GP Nordyckie – Vojens    | GP Skandynawii – Solna          | GP Polski – Toruń        | miejsce           | miejsce | miejsce | miejsce | miejsce | miejsce | miejsce | miejsce | miejsce | miejsce | punkty | punkty | punkty | punkty | punkty | punkty | punkty | punkty | punkty | punkty |        |        |        |        |
| 13                           | 5                     | 12                              | 8                               | 5                               | 4                               | 10                              | 6                               | 6                               | 9                        | 9                               | 3                        | 10                | 10      | 10      | 10      | 10      | 10      | 10      | 10      | 10      | 10      | 90     | 90     | 90     | 90     | 90     | 90     | 90     | 90     | 90     | 90     |        |        |        |        |
| Sezon 2016                   |                       |                                 |                                 |                                 |                                 |                                 |                                 |                                 |                          |                                 |                          |                   |         |         |         |         |         |         |         |         |         |        |        |        |        |        |        |        |        |        |        |        |        |        |        |
| GP Słowenii – Krško          | GP Polski – Warszawa  | GP Danii – Horsens              | GP Czech – Praga                | GP Wielkiej Brytanii – Cardiff  | GP Szwecji – Målilla            | GP Polski – Gorzów Wielkopolski | GP Niemiec – Teterow            | GP Sztokholmu – Solna           | GP Polski – Toruń        | GP Australii – Melbourne        | miejsce                  | miejsce           | miejsce | miejsce | miejsce | miejsce | miejsce | miejsce | miejsce | miejsce | miejsce | punkty | punkty | punkty | punkty | punkty | punkty | punkty | punkty | punkty | punkty | punkty |        |        |        |
| 7                            | 12                    | 2                               | 11                              | 2                               | 8                               | 11                              | 6                               | 14                              | 9                        | 6                               | 11                       | 11                | 11      | 11      | 11      | 11      | 11      | 11      | 11      | 11      | 11      | 88     | 88     | 88     | 88     | 88     | 88     | 88     | 88     | 88     | 88     | 88     |        |        |        |
| Sezon 2017                   |                       |                                 |                                 |                                 |                                 |                                 |                                 |                                 |                          |                                 |                          |                   |         |         |         |         |         |         |         |         |         |        |        |        |        |        |        |        |        |        |        |        |        |        |        |
| GP Słowenii – Krško          | GP Polski – Warszawa  | GP Łotwy – Dyneburg             | GP Czech – Praga                | GP Danii – Horsens              | GP Wielkiej Brytanii – Cardiff  | GP Szwecji – Målilla            | GP Polski – Gorzów Wielkopolski | GP Niemiec – Teterow            | GP Sztokholmu – Solna    | GP Polski – Toruń               | GP Australii – Melbourne | miejsce           | miejsce | miejsce | miejsce | miejsce | miejsce | miejsce | miejsce | miejsce | miejsce | punkty | punkty | punkty | punkty | punkty | punkty | punkty | punkty | punkty | punkty |        |        |        |        |
| 16                           | 16                    | 5                               | 6                               | 8                               | 7                               | 18                              | 11                              | 11                              | 9                        | –                               | –                        | 8                 | 8       | 8       | 8       | 8       | 8       | 8       | 8       | 8       | 8       | 107    | 107    | 107    | 107    | 107    | 107    | 107    | 107    | 107    | 107    |        |        |        |        |
| Sezon 2018                   |                       |                                 |                                 |                                 |                                 |                                 |                                 |                                 |                          |                                 |                          |                   |         |         |         |         |         |         |         |         |         |        |        |        |        |        |        |        |        |        |        |        |        |        |        |
| GP Polski – Warszawa         | GP Czech – Praga      | GP Danii – Horsens              | GP Szwecji – Hallstavik         | GP Wielkiej Brytanii – Cardiff  | GP Skandynawii – Målilla        | GP Polski – Gorzów Wielkopolski | GP Słowenii – Krško             | GP Niemiec – Teterow            | GP Polski – Toruń        | miejsce                         | miejsce                  | miejsce           | miejsce | miejsce | miejsce | miejsce | miejsce | miejsce | miejsce | miejsce | miejsce | punkty | punkty | punkty | punkty | punkty | punkty | punkty | punkty | punkty | punkty | punkty | punkty |        |        |
| 16                           | 16                    | 7                               | 15                              | 7                               | 13                              | 2                               | 13                              | 9                               | 11                       |                                 |                          |                   |         |         |         |         |         |         |         |         |         | 109    | 109    | 109    | 109    | 109    | 109    | 109    | 109    | 109    | 109    | 109    | 109    |        |        |
| Sezon 2019                   |                       |                                 |                                 |                                 |                                 |                                 |                                 |                                 |                          |                                 |                          |                   |         |         |         |         |         |         |         |         |         |        |        |        |        |        |        |        |        |        |        |        |        |        |        |
| GP Polski – Warszawa         | GP Słowenii – Krško   | GP Czech – Praga                | GP Szwecji – Hallstavik         | GP Polski – Wrocław             | GP Skandynawii – Målilla        | GP Niemiec – Teterow            | GP Danii – Vojens               | GP Wielkiej Brytanii – Cardiff  | GP Polski – Toruń        | miejsce                         | miejsce                  | miejsce           | miejsce | miejsce | miejsce | miejsce | miejsce | miejsce | miejsce | miejsce | miejsce | punkty | punkty | punkty | punkty | punkty | punkty | punkty | punkty | punkty | punkty | punkty | punkty |        |        |
| 15                           | 5                     | 12                              | 10                              | 5                               | 16                              | 9                               | 15                              | 11                              | 7                        | 4                               | 4                        | 4                 | 4       | 4       | 4       | 4       | 4       | 4       | 4       | 4       | 4       | 105    | 105    | 105    | 105    | 105    | 105    | 105    | 105    | 105    | 105    | 105    | 105    |        |        |
| Sezon 2020                   |                       |                                 |                                 |                                 |                                 |                                 |                                 |                                 |                          |                                 |                          |                   |         |         |         |         |         |         |         |         |         |        |        |        |        |        |        |        |        |        |        |        |        |        |        |
| GP Polski – Wrocław          | GP Polski – Wrocław   | GP Polski – Gorzów Wielkopolski | GP Polski – Gorzów Wielkopolski | GP Czech – Praga                | GP Czech – Praga                | GP Polski – Toruń               | GP Polski – Toruń               | miejsce                         | miejsce                  | miejsce                         | miejsce                  | miejsce           | miejsce | miejsce | miejsce | miejsce | miejsce | miejsce | miejsce | miejsce | miejsce | punkty | punkty | punkty | punkty | punkty | punkty | punkty | punkty | punkty | punkty | punkty | punkty | punkty | punkty |
| 16                           | 14                    | 16                              | 20                              | 12                              | 14                              | 11                              | 14                              |                                 |                          |                                 |                          |                   |         |         |         |         |         |         |         |         |         | 117    | 117    | 117    | 117    | 117    | 117    | 117    | 117    | 117    | 117    | 117    | 117    | 117    | 117    |
| Sezon 2021                   |                       |                                 |                                 |                                 |                                 |                                 |                                 |                                 |                          |                                 |                          |                   |         |         |         |         |         |         |         |         |         |        |        |        |        |        |        |        |        |        |        |        |        |        |        |
| GP Czech – Praga             | GP Czech – Praga      | GP Polski – Wrocław             | GP Polski – Wrocław             | GP Polski – Lublin              | GP Polski – Lublin              | GP Szwecji – Målilla            | GP Rosji – Togliatti            | GP Danii – Vojens               | GP Polski – Toruń        | GP Polski – Toruń               | miejsce                  | miejsce           | miejsce | miejsce | miejsce | miejsce | miejsce | miejsce | miejsce | miejsce | miejsce | punkty | punkty | punkty | punkty | punkty | punkty | punkty | punkty | punkty | punkty | punkty |        |        |        |
| 14                           | 16                    | 12                              | 8                               | 16                              | 14                              | 16                              | 12                              | 11                              | 3                        | 7                               | 5                        | 5                 | 5       | 5       | 5       | 5       | 5       | 5       | 5       | 5       | 5       | 129    | 129    | 129    | 129    | 129    | 129    | 129    | 129    | 129    | 129    | 129    |        |        |        |
| Sezon 2022                   |                       |                                 |                                 |                                 |                                 |                                 |                                 |                                 |                          |                                 |                          |                   |         |         |         |         |         |         |         |         |         |        |        |        |        |        |        |        |        |        |        |        |        |        |        |
| GP Chorwacji – Goričan       | GP Polski – Warszawa  | GP Czech – Praga                | GP Niemiec – Teterow            | GP Polski – Gorzów Wielkopolski | GP Wielkiej Brytanii – Cardiff  | GP Polski – Wrocław             | GP Danii – Vojens               | GP Szwecji – Målilla            | GP Polski – Toruń        | miejsce                         | miejsce                  | miejsce           | miejsce | miejsce | miejsce | miejsce | miejsce | miejsce | miejsce | miejsce | punkty  | punkty | punkty | punkty | punkty | punkty | punkty | punkty | punkty | punkty | punkty |        |        |        |        |
| 8                            | 16                    | 6                               | 16                              | 5                               | 11                              | 8                               | 4                               | 18                              | 11                       | 4                               | 4                        | 4                 | 4       | 4       | 4       | 4       | 4       | 4       | 4       | 4       | 103     | 103    | 103    | 103    | 103    | 103    | 103    | 103    | 103    | 103    | 103    |        |        |        |        |
| Sezon 2023                   |                       |                                 |                                 |                                 |                                 |                                 |                                 |                                 |                          |                                 |                          |                   |         |         |         |         |         |         |         |         |         |        |        |        |        |        |        |        |        |        |        |        |        |        |        |
| GP Chorwacji – Goričan       | GP Polski – Warszawa  | GP Czech – Praga                | GP Niemiec – Teterow            | GP Polski – Gorzów Wielkopolski | GP Szwecji – Målilla            | GP Łotwy – Ryga                 | GP Wielkiej Brytanii – Cardiff  | GP Danii – Vojens               | GP Polski – Toruń        | miejsce                         | miejsce                  | miejsce           | miejsce | miejsce | miejsce | miejsce | miejsce | miejsce | miejsce | punkty  | punkty  | punkty | punkty | punkty | punkty | punkty | punkty | punkty | punkty |        |        |        |        |        |        |
| 16                           | 20                    | 11                              | 5                               | 16                              | 14                              | 18                              | 14                              | 18                              | 18                       |                                 |                          |                   |         |         |         |         |         |         |         | 150     | 150     | 150    | 150    | 150    | 150    | 150    | 150    | 150    | 150    |        |        |        |        |        |        |
| Sezon 2024                   |                       |                                 |                                 |                                 |                                 |                                 |                                 |                                 |                          |                                 |                          |                   |         |         |         |         |         |         |         |         |         |        |        |        |        |        |        |        |        |        |        |        |        |        |        |
| GP Chorwacji – Goričan       | Sprint – Warszawa     | GP Polski – Warszawa            | GP Niemiec – Landshut           | GP Czech – Praga                | GP Szwecji – Målilla            | GP Polski – Gorzów Wielkopolski | Sprint – Cardiff                | GP Wielkiej Brytanii – Cardiff  | GP Polski – Wrocław      | GP Łotwy – Ryga                 | GP Danii – Vojens        | GP Polski – Toruń | miejsce | miejsce | miejsce | miejsce | miejsce | miejsce | miejsce | miejsce | punkty  | punkty | punkty | punkty | punkty | punkty | punkty | punkty |        |        |        |        |        |        |        |
| 16                           | –                     | 7                               | 3                               | 18                              | 8                               | 20                              | –                               | 16                              | 18                       | 18                              | 3                        | 14                |         |         |         |         |         |         |         |         | 141     | 141    | 141    | 141    | 141    | 141    | 141    | 141    |        |        |        |        |        |        |        |

| Statystyki        | Statystyki |
| ----------------- | ---------- |
| Starty            | 175        |
| Zwycięstwa        | 7          |
| Miejsca na podium | 41         |
| Finalista         | 55         |
| Punkty            | 1717       |

## Starty windywidualnych mistrzostwach świata juniorów
| Sezon | Dzień       | Miejscowość     | Miejsce | Punkty | Biegi          | Zwycięzca          |
| ----- | ----------- | --------------- | ------- | ------ | -------------- | ------------------ |
| 2003  | 13 września | Kumla           | 4.      | 11+2   | (0,3,2,3,3) +2 | Jarosław Hampel    |
| 2004  | 11 września | Wrocław         | 10.     | 8      | (1,2,1,1,3)    | Robert Miśkowiak   |
| 2005  | 17 września | Wiener Neustadt | 3.      | 7+3    | (1,3,3) +3     | Krzysztof Kasprzak |
| 2006  | 2 września  | Terenzano       | 4.      | 14+w   | (3,3,3,2,3) +w | Karol Ząbik        |

## Rozgrywki Ligowe

### Drużynowe Mistrzostwa Polski
| Sezon | Liga       | Klub                                      | Miejsce | Mecze | Biegi | Punkty | Bonusy | Razem | Śr. bieg.   | Zwycięzca ligi               | Mistrz Polski                |
| ----- | ---------- | ----------------------------------------- | ------- | ----- | ----- | ------ | ------ | ----- | ----------- | ---------------------------- | ---------------------------- |
| 2004  | I Liga     | Kunter GTŻ Grudziądz                      | 5.      | 1     | 5     | 6      | 1      | 7     | 1,400       | Lotos Gdańsk                 | Unia Tarnów                  |
| 2006  | I Liga     | ZKŻ Kronopol Zielona Góra                 | 1.      | 16    | 77    | 149    | 25     | 174   | 2,260       | —                            | Atlas Wrocław                |
| 2007  | Ekstraliga | ZKŻ Kronopol Zielona Góra                 | 7.      | 15    | 61    | 97     | 11     | 108   | 1,770 (23.) | Unia Leszno                  | Unia Leszno                  |
| 2008  | Ekstraliga | ZKŻ Kronopol Zielona Góra                 | 3.      | 18    | 89    | 129    | 19     | 148   | 1,663 (27.) | Unibax Toruń                 | Unibax Toruń                 |
| 2009  | Ekstraliga | Falubaz Zielona Góra                      | 1.      | 20    | 91    | 160    | 18     | 178   | 1,956 (15.) | —                            | —                            |
| 2010  | Ekstraliga | Falubaz Zielona Góra                      | 2.      | 16    | 73    | 106    | 13     | 119   | 1,630 (27.) | Unia Leszno                  | Unia Leszno                  |
| 2011  | Ekstraliga | Tauron Azoty Tarnów                       | 7.      | 15    | 69    | 123    | 9      | 132   | 1,913 (14.) | Falubaz Zielona Góra         | Falubaz Zielona Góra         |
| 2012  | Ekstraliga | Betard Sparta Wrocław                     | 9.      | 20    | 104   | 173    | 19     | 192   | 1,846 (28.) | Tauron Azoty Tarnów          | Tauron Azoty Tarnów          |
| 2013  | Ekstraliga | Fogo Unia Leszno                          | 6.      | 14    | 66    | 103    | 14     | 117   | 1,773 (29.) | Stelmet Falubaz Zielona Góra | Stelmet Falubaz Zielona Góra |
| 2014  | Ekstraliga | Wybrzeże Gdańsk                           | 8.      | 8     | 42    | 67     | 4      | 71    | 1,690 (31.) | Stal Gorzów                  | Stal Gorzów                  |
| 2015  | I Liga     | SK Lokomotīve Dyneburg                    | 1.      | 15    | 73    | 134    | 20     | 154   | 2,110 (8.)  | —                            | Fogo Unia Leszno             |
| 2016  | I Liga     | SK Lokomotīve Dyneburg                    | 1.      | 12    | 57    | 107    | 14     | 121   | 2,123 (9.)  | —                            | Stal Gorzów                  |
| 2017  | Ekstraliga | ROW Rybnik                                | 8.      | 13    | 71    | 128    | 6      | 134   | 1,887 (22.) | Fogo Unia Leszno             | Fogo Unia Leszno             |
| 2018  | Ekstraliga | Forbet Włókniarz Częstochowa              | 4.      | 18    | 89    | 183    | 8      | 191   | 2,146 (10.) | Fogo Unia Leszno             | Fogo Unia Leszno             |
| 2019  | Ekstraliga | Forbet Włókniarz Częstochowa              | 3.      | 17    | 89    | 160    | 9      | 169   | 1,899 (18.) | Fogo Unia Leszno             | Fogo Unia Leszno             |
| 2020  | Ekstraliga | Eltrox Włókniarz Częstochowa              | 5.      | 13    | 65    | 110    | 13     | 123   | 1,892 (16.) | Fogo Unia Leszno             | Fogo Unia Leszno             |
| 2021  | Ekstraliga | Eltrox Włókniarz Częstochowa              | 5.      | 14    | 69    | 109    | 5      | 114   | 1,652 (28.) | Betard Sparta Wrocław        | Betard Sparta Wrocław        |
| 2022  | Ekstraliga | Zielona-Energia.com Włókniarz Częstochowa | 3.      | 20    | 88    | 152    | 20     | 172   | 1,955 (14.) | Motor Lublin                 | Motor Lublin                 |
| 2023  | Ekstraliga | Platinum Motor Lublin                     | 1.      | 20    | 97    | 168    | 31     | 199   | 2,052 (11.) | —                            | —                            |
| 2024  | Ekstraliga | Orlen Oil Motor Lublin                    | 1.      | 20    | 93    | 156    | 24     | 180   | 1,936 (18.) | —                            | —                            |